# Stefanie Grob (Skirennfahrerin)
Stefanie Grob (* 3. April 2004) ist eine Schweizer Skirennfahrerin. Sie startet als Allrounderin in allen Disziplinen. Aktuell ist sie Mitglied des Swiss-Ski B-Kaders.

## Biografie
Grob stammt aus Weissbad im Kanton Appenzell Innerrhoden. Ihr internationales Renndebüt gab Grob bei den Schweizer Meisterschaften 2020. Ihr erstes internationales Grossereignis bestritt sie drei Jahre später bei den Juniorenweltmeisterschaften in St. Anton. Dort gewann sie die Goldmedaille in der Abfahrt, so wie in der erstmals ausgetragenen Alpinen Team-Kombination, gemeinsam mit Janine Mächler. Zudem gewann sie die Silbermedaille im Super-G und Riesenslalom, womit sie zur mit Abstand erfolgreichsten Athletin der Wettkämpfe avancierte.
Als amtierende Juniorenweltmeisterin feierte Grob ihr Weltcupdebüt beim Finale der Saison 2022/23 in Andorra, wo sie Rang 22 in der Abfahrt belegte. Aufgrund der Regelungen des Weltcupfinales erhielt sie für diese Platzierung keine Weltcuppunkte. Im Rahmen der Wahl zum Sportler des Jahres wurde sie zum Best Talent Sport des Jahres 2023 gewählt. Bei den Juniorenweltmeisterschaften 2024 holte sie, wiederum mit Mächler, die Bronzemedaille in der Team-Kombination; hinzu kam die Silbermedaille im Riesenslalom. Ein Jahr später gewann sie bei den Juniorenweltmeisterschaften 2025 in Tarvisio die Goldmedaille in der Abfahrt.

## Erfolge

### Weltcup
- 1 Platzierung unter den besten 30

### Juniorenweltmeisterschaften
- St. Anton 2023: 1. Abfahrt, 1. Team-Kombination, 2. Super-G, 2. Riesenslalom, 4. Mannschaft
- Haute-Savoie 2024: 2. Riesenslalom, 3. Team-Kombination, 10. Super-G, 12. Abfahrt
- Tarvisio 2025: 1. Abfahrt

### Europacup
- 2 Podestplätze

### South American Cup
- 1 Platzierung unter den besten 10

### Weitere Erfolge
- 3 Siege bei FIS-Rennen
- Schweizer Meisterin in der Abfahrt 2025
- Schweizer Vizemeisterin in der Alpinen Kombination 2022